# Lasiocephalus campanulatus
Lasiocephalus campanulatus là một loài thực vật có hoa trong họ Cúc. Loài này được (Sch.Bip. ex Klatt) Cuatrec. mô tả khoa học đầu tiên năm 1978.